# Петро Рябінкін
«Петро Рябінкін» (рос. «Пётр Рябинкин») — радянський художній фільм, знятий у 1972 році режисером Даміром Вятичем-Бережних, за мотивами однойменної повісті  Вадима Кожевникова. Прем'єра відбулася в квітні 1973 року.

## Сюжет
Фільм оповідає про Петра Рябінкіна, колишнього робітника, потім — начальника цеху, якого товариші обирають секретарем парткому рідного заводу. На засіданні комітету перед уявним поглядом Рябінкіна проходять низкою: його перше кохання, перші непрості сімейні місяці в гуртожитку, перші помилки, які він зробив, будучи ще недосвідченим майстром. Потім роки Німецько-радянської війни, фронт. Битви з фашистами і отримані поранення. І осмислене, спокійне подолання їм страху під свистом куль і гуркотом снарядів.

## У ролях
- Вадим Спиридонов — Петро Сергійович Рябінкін
- Лев Пригунов — Володя Єгоркін, чоловік Зінаїди
- Валерій Носик — Сергій Чишихін
- Петро Любешкін — Олексій Григорович Трушин, член завкому
- Леонід Куравльов — Артур Капустін
- Ольга Сошникова — Нюра Охотникова, дружина Петра
- Наталія Гвоздікова — Зінаїда Єгоркіна, розмітчиця
- Галина Комарова — Ліза Чишихіна
- Геннадій Крашенинников — Єгоров
- Любов Калюжна — тітка Паша
- Володимир Носик — рядовий Утєхін
- Кирило Столяров — лейтенант Черних, командир взводу Сибірської дивізії
- Раднер Муратов — їздовий
- Микола Бармін — полковник
- Валентина Ананьїна — мати Васятки
- Володимир Піцек — Арсеній
- Олександра Данилова — Томочка, дружина Арсенія
- Віктор Уральський — рядовий
- Герман Юшко — Степан, поранений танкіст
- Валентин Кулик — Микола Дмитрович, завклубом
- Віктор Шульгін — друг Олексія Григоровича
- Олена Вольська — епізод
- Іван Жеваго — епізод
- Світлана Коновалова — працівник РАГСу

## Знімальна група
- Режисер — Дамір Вятич-Бережних
- Сценаристи — Дамір Вятич-Бережних, Вадим Кожевников
- Оператор — Сергій Зайцев
- Композитор — Євген Птичкін
- Художник — Євген Черняєв